# اليساندرو ايفانجيليستي
اليساندرو ايفانجيليستي (29 مايو 1981 ببولونيا في إيطاليا - ) هو لاعب كرة قدم إيطالي في مركز الوسط. لعب مع نادي سبال ونادي ليفورنو وأولبيا كالسيو 1905 ونادي بوتنزا ونادي براتو وASD Sangiovannese 1927 ‏ ونادي إيمولا وASD Boca San Lazzaro ‏ وASD Victor San Marino ‏.